# Eiskunstlauf-Weltmeisterschaften 1985
Die 75. Eiskunstlauf-Weltmeisterschaften fanden vom 6. bis 10. März 1985 in der japanischen Hauptstadt Tokio statt. Der Austragungsort war das Kokuritsu Yoyogi Kyōgijō im Stadtteil Jinnan von Shibuya, Präfektur Tokio.

## Ergebnisse
- P = Pflicht
- PT = Pflichttanz
- K = Kür
- KP = Kurzprogramm
- B = Bewertung

### Herren
| Platz                          | Sportler              | Land                   | P  | KP | K  | B    |
| ------------------------------ | --------------------- | ---------------------- | -- | -- | -- | ---- |
| 1                              | Alexander Fadejew     | Sowjetunion            | 1  | 1  | 1  | 2,0  |
| 2                              | Brian Orser           | Kanada                 | 4  | 2  | 1  | 5,2  |
| 3                              | Brian Boitano         | Vereinigte Staaten     | 5  | 4  | 3  | 7,6  |
| 4                              | Jozef Sabovčík        | Tschechoslowakei       | 2  | 3  | 6  | 8,4  |
| 5                              | Wladimir Kotin        | Sowjetunion            | 6  | 5  | 4  | 9,6  |
| 6                              | Heiko Fischer         | BR Deutschland         | 8  | 8  | 5  | 13,0 |
| 7                              | Grzegorz Filipowski   | Polen                  | 7  | 6  | 7  | 13,6 |
| 8                              | Mark Cockerell        | Vereinigte Staaten     | 16 | 7  | 8  | 20,4 |
| 9                              | Wiktor Petrenko       | Sowjetunion            | 12 | 13 | 9  | 21,4 |
| 10                             | Neil Paterson         | Kanada                 | 15 | 12 | 11 | 24,8 |
| 11                             | Richard Zander        | BR Deutschland         | 11 | 11 | 14 | 25,0 |
| 12                             | Falko Kirsten         | DDR                    | 19 | 10 | 10 | 25,4 |
| 13                             | Petr Barna            | Tschechoslowakei       | 18 | 9  | 12 | 26,4 |
| 14                             | Masaru Ogawa          | Japan                  | 14 | 14 | 13 | 27,0 |
| 15                             | Fernand Fédronic      | Frankreich             | 3  | 18 | 18 | 27,0 |
| 16                             | Lars Åkesson          | Schweden               | 9  | 15 | 17 | 28,4 |
| 17                             | Gordon Forbes         | Kanada                 | 13 | 16 | 16 | 30,2 |
| 18                             | Cameron Medhurst      | Australien             | 17 | 17 | 15 | 32,0 |
| 19                             | Oliver Höner          | Schweiz                | 10 | 22 | 19 | 33,8 |
| 20                             | Alessandro Riccitelli | Italien                | 20 | 21 | 8  | 40,4 |
| Nicht für die Kür qualifiziert |                       |                        |    |    |    |      |
| 21                             | Stephen Pickavance    | Vereinigtes Königreich | 23 | 20 |    |      |
| 22                             | Oula Jaaskelainen     | Finnland               | 21 | 19 |    |      |
| 23                             | Zhaoxiao Xu           | Volksrepublik China    | 24 | 23 |    |      |
| 24                             | Lars Dresler          | Dänemark               | 22 | 24 |    |      |
| 25                             | Cho Hae-hyung         | Südkorea               | 25 | 25 |    |      |
| 26                             | Fernando Soria        | Spanien                | 26 | 26 |    |      |
| 27                             | Cheukfai Lai          | Hongkong               | 27 | 27 |    |      |

### Damen
| Platz                          | Sportlerin        | Land                   | P  | KP | K  | B    |
| ------------------------------ | ----------------- | ---------------------- | -- | -- | -- | ---- |
| 1                              | Katarina Witt     | DDR                    | 3  | 1  | 1  | 3,2  |
| 2                              | Kira Iwanowa      | Sowjetunion            | 1  | 3  | 2  | 3,8  |
| 3                              | Tiffany Chin      | Vereinigte Staaten     | 2  | 2  | 3  | 5,0  |
| 4                              | Anna Kondraschowa | Sowjetunion            | 4  | 4  | 5  | 9,0  |
| 5                              | Debi Thomas       | Vereinigte Staaten     | 7  | 5  | 4  | 10,2 |
| 6                              | Claudia Leistner  | BR Deutschland         | 5  | 11 | 6  | 13,4 |
| 7                              | Natalja Lebedewa  | Sowjetunion            | 8  | 7  | 8  | 15,6 |
| 8                              | Agnès Gosselin    | Frankreich             | 9  | 13 | 10 | 20,6 |
| 9                              | Elizabeth Manley  | Kanada                 | 10 | 10 | 12 | 22,0 |
| 10                             | Cynthia Coull     | Kanada                 | 18 | 8  | 9  | 23,0 |
| 11                             | Constanze Gensel  | DDR                    | 21 | 9  | 7  | 23,2 |
| 12                             | Patricia Neske    | BR Deutschland         | 11 | 17 | 11 | 24,4 |
| 13                             | Susan Jackson     | Vereinigtes Königreich | 14 | 12 | 13 | 26,2 |
| 14                             | Simone Koch       | DDR                    | 17 | 6  | 15 | 27,6 |
| 15                             | Elise Ahonen      | Finnland               | 13 | 18 | 16 | 31,0 |
| 16                             | Claudia Villiger  | Schweiz                | 12 | 12 | 18 | 31,2 |
| 17                             | Sandra Cariboni   | Schweiz                | 6  | 19 | 20 | 31,2 |
| 18                             | Masako Kato       | Japan                  | 14 | 14 | 19 | 33,0 |
| 19                             | Lotta Falkenbäck  | Schweden               | 19 | 22 | 14 | 34,2 |
| 20                             | Tamara Téglássy   | Ungarn                 | 16 | 20 | 17 | 34,6 |
| Nicht für die Kür qualifiziert |                   |                        |    |    |    |      |
| 21                             | Lim Hye-kyung     | Südkorea               | 23 | 16 |    |      |
| 22                             | Amanda James      | Australien             | 20 | 24 |    |      |
| 23                             | Yibing Jiang      | Volksrepublik China    | 24 | 21 |    |      |
| 24                             | Petja Gawasowa    | Bulgarien              | 25 | 23 |    |      |
| 25                             | Marta Olozagarre  | Spanien                | 22 | 25 |    |      |
| 26                             | Shukching Ngai    | Hongkong               | 26 | 26 |    |      |

### Paare
| Platz | Sportler                           | Land                | KP | K  | B    |
| ----- | ---------------------------------- | ------------------- | -- | -- | ---- |
| 1     | Jelena Walowa / Oleg Wassiljew     | Sowjetunion         | 2  | 1  | 1,8  |
| 2     | Larissa Selesnjowa / Oleg Makarow  | Sowjetunion         | 1  | 2  | 2,4  |
| 3     | Katherina Matousek / Lloyd Eisler  | Kanada              | 3  | 3  | 4,2  |
| 4     | Jill Watson / Peter Oppegard       | Vereinigte Staaten  | 6  | 4  | 6,4  |
| 5     | Melinda Kunhegyi / Lyndon Johnston | Kanada              | 7  | 5  | 7,8  |
| 6     | Weronika Perschina / Marat Akbarow | Sowjetunion         | 5  | 6  | 8,0  |
| 7     | Cynthia Coull / Mark Rowsom        | Kanada              | 4  | 7  | 8,6  |
| 8     | Manuela Landgraf / Ingo Steuer     | DDR                 | 8  | 8  | 11,2 |
| 9     | Natalie Seybold / Wayne Seybold    | Vereinigte Staaten  | 9  | 9  | 12,6 |
| 10    | Claudia Massari / Daniel Caprano   | BR Deutschland      | 10 | 10 | 14,0 |
| 11    | Danielle Carr / Stephen Carr       | Australien          | 12 | 11 | 16,4 |
| 12    | Jun Fan / Jihong Sun               | Volksrepublik China | 11 | 12 | 16,4 |
| 13    | Shukling Ngai / Kwokyung Mak       | Hongkong            | 13 | 13 | 18,2 |

- Schiedsrichter: Elemér Terták  Ungarn
- Assistenzschiedsrichter: Donald H. Gilchrist  Kanada

Punktrichter:
- Eugen Romminger  BR Deutschland
- Ingrid Linke  DDR
- Sergei Kononychin  Sowjetunion
- Frances Dafoe  Kanada
- Dagmar Rehakova  Tschechoslowakei
- Shirly Taylor  Australien
- Hugh C. Graham Jr.  Vereinigte Staaten
- Klára Kozári  Ungarn
- Jürg Badraun  Schweiz

Ersatz-Punktrichterin:
- Thérèse Maisel  Ungarn

### Eistanz
| Platz | Sportler                              | Land                   | PT | K  | PT+K | Total |
| ----- | ------------------------------------- | ---------------------- | -- | -- | ---- | ----- |
| 1     | Natalja Bestemjanowa / Andrei Bukin   | Sowjetunion            | 1  | 1  | 1    | 2,0   |
| 2     | Marina Klimowa / Sergei Ponomarenko   | Sowjetunion            | 2  | 2  | 2    | 4,0   |
| 3     | Judy Blumberg / Michael Seibert       | Vereinigte Staaten     | 3  | 3  | 3    | 6,0   |
| 4     | Tracy Wilson / Robert McCall          | Kanada                 | 4  | 4  | 4    | 8,0   |
| 5     | Petra Born / Rainer Schönborn         | Deutschland            | 5  | 5  | 5    | 10,0  |
| 6     | Karen Barber / Nicholas Slater        | Vereinigtes Königreich | 6  | 6  | 6    | 12,0  |
| 7     | Natalja Annenko / Genrich Sretenski   | Sowjetunion            | 7  | 7  | 7    | 14,0  |
| 8     | Isabella Micheli / Robert Pelizzola   | Italien                | 8  | 9  | 8    | 16,4  |
| 9     | Kathrin Beck / Christoff Beck         | Österreich             | 9  | 8  | 9    | 17,6  |
| 10    | Karyn Garossino / Rodney Garossino    | Kanada                 | 10 | 10 | 10   | 20,0  |
| 11    | Renee Roca / Donald Adair             | Vereinigte Staaten     | 11 | 11 | 11   | 22,0  |
| 12    | Suzanne Semanick / Scott Gregory      | Vereinigte Staaten     | 12 | 12 | 12   | 24,0  |
| 13    | Noriko Sato / Tadayuki Takahashi      | Japan                  | 13 | 13 | 13   | 26,0  |
| 14    | Klára Engi / Attila Toth              | Ungarn                 | 14 | 14 | 14   | 28,0  |
| 15    | Sharon Jones / Paul Askham            | Vereinigtes Königreich | 16 | 16 | 15   | 31,0  |
| 16    | Antonia Becherer / Ferdinand Becherer | BR Deutschland         | 15 | 15 | 16   | 31,0  |
| 17    | Martine Olivier / Philippe Boissier   | Frankreich             | 17 | 17 | 17   | 34,0  |
| 18    | Luyang Liu / Xiaolei Zhao             | Volksrepublik China    | 19 | 19 | 18   | 37,0  |
| 19    | Liane Telling / Michael Fisher        | Australien             | 18 | 18 | 19   | 37,0  |

## Medaillenspiegel
| Platz | Land               | Gold | Silber | Bronze | Gesamt |
| ----- | ------------------ | ---- | ------ | ------ | ------ |
| 1     | Sowjetunion        | 3    | 3      | –      | 6      |
| 2     | DDR                | 1    | –      | –      | 1      |
| 3     | Kanada             | –    | 1      | 1      | 2      |
| 4     | Vereinigte Staaten | –    | –      | 3      | 3      |